# راؤول ألبرتو غونزاليس
راؤول ألبرتو غونزاليس (بالإسبانية: Raúl Alberto González)‏ (9 يونيو 1976 بفينادو تيورتو في الأرجنتين - ) هو لاعب كرة قدم أرجنتيني في مركز الهجوم. شارك مع منتخب الأرجنتين لكرة القدم. أما مع النوادي، فقد لعب مع أتليتيكو رافائيلا وكيلمس ونادي بريشيا ونادي ساليرنيتانا ونادي كروتوني وكوسينزا كالشيو وASD Martina Calcio 1947 ‏ وسنترال قرطبة دي روساريو ‏ وUS Darfo Boario SSD ‏ وCosenza Calcio 1914 ‏.

## وصلات خارجية
- راؤول ألبرتو غونزاليس على موقع قاعدة بيانات كرة القدم.إي يو (الإنجليزية)